# Ноай, Анри де
Анри де Ноай (фр. Henri de Noailles; 5 июля 1554, Лондон — ранее 13 мая 1623), граф д'Айен — французский государственный деятель.

## Биография
Сын Антуана де Ноая и Жанны де Гонто.
Сеньор де Ноай, рыцарь, граф д'Айен, барон де Шамбр, де Карбоньер и де Мальмор, сеньор части Брива.
Родился в Лондоне, когда его отец был там послом. Его крестной матерью была королева Мария Тюдор, а крестными отцами Стефан Гардинер, епископ Винчестерский и канцлер Англии, и граф Арундел, великий магистр королевства.
3 июня 1583 стал штатным дворянином Палаты короля. 1 июня 1585 назначен капитаном роты из 50 тяжеловооруженных всадников, в 1586 году вошел в состав ассамблеи нотаблей Руана.
9 апреля 1597 назначен государственным советником. 28 апреля 1601 стал генеральным наместником в Верхней Оверни. В 1604 году был пожалован в рыцари орденов короля, но награды так и не получил.
Во время гражданских войн служил в Оверни и Руэрге. В марте 1592 года владение Айен было возведено в ранг графства.

## Семья
Жена (22.06.1578): Жанна-Жермена д'Эспань, дочь Жака-Матье д'Эспаня, сеньора де Панассака, и Катрин де Нарбонн, баронессы де Лерон
Дети:
- Франсуа де Ноай (19.06.1584—15.12.1645), граф д'Айен. Жена (1601): Роза де Роклор, дочь Антуана де Роклора, барона де Лавардена, маршала Франции, и Катрин д'Орнезан
- Шарль де Ноай (1589—27.03.1648), аббат Орийяка, приор Валетта, епископ Сен-Флура, затем Родеса (1646). Основал францисканскую обитель в Бриве 24 января 1629
- Анн де Ноай (9.07.1592—9.06.1648), барон де Монклар. Полковник пехотного полка (1615), штатный дворянин Палаты короля (1636). Жена: Камилла де Петель, дочь Жана-Клода де Петеля и Жанны де Леви, графини де Келюс. Брак бездетный
- Катрин д Ноай (8.09.1585 — ум. юной)
- Франсуаза де Ноай (2.04.1591—?). Монахиня в Лейме (1600), аббатиса в 1627 и 1631
- Марта-Франсуаза де Ноай (10.10.1593—?). Муж (3.09.1617): Жан II де Гонто, барон де Бирон (ум. 1636), сеньор де Сен-Бланкар, младший сын Армана де Гонто, маршала Франции